# Kagrra,
Kagrra, (auch 神楽,, kagura,, man beachte die Schreibweise mit Komma) war eine japanische Visual-Kei-Band, die von 1998 bis 2010 bestand. Ihr Konzept knüpfte sowohl in Musik als auch im Aussehen an japanische Traditionen an. Der Name kagura bedeutet ursprünglich Gottes/göttlicher Platz, die Band wählte die Schriftzeichen aber so, dass sie göttliche Musik bedeuten.

## Geschichte
Sänger Isshi, die Gitarristen Akiya und Shin, Bassist Nao und Schlagzeuger Izumi starteten ihr Bandprojekt 1998 ursprünglich unter dem Namen Crow. Mit ihrem Wechsel zu PS Company im Jahr 2000 änderten sie ihren Namen in Kagrra. Ein ausverkauftes Konzert in der Takadanobaba AREA bildete den Auftakt ihrer Karriere.
Am 21. Juni 2001 erschien ihr erstes Demotape Kotodama, ein halbes Jahr später folgte das erste Mini-Album Nue. Das erste Oneman-Konzert fand am 3. März 2001 im ebenfalls ausverkauften Shibuya On Air West statt. Es folgten weitere Konzerte sowie Veröffentlichungen im Monatsrhythmus. Beim TRIBAL ARVIALL WARNING!!-Konzert stand die Band zusammen mit Due'le quartz und Ash auf der Bühne. Kagrras erste Tour fand im Herbst desselben Jahres statt.
Nach weiteren Veröffentlichungen und Konzerten wurde am 11. Dezember 2002 das erste Album mit dem Titel Gozen herausgebracht, auf welches wiederum neue Singles folgten.
Im Dezember 2003 fand Kagrras letztes Konzert als Indie-Band statt, da man sich entschlossen hatte, am 1. Januar 2004 Major zu gehen. Mit dem Wechsel des Label war wiederum eine Namensänderung verbunden und Kagrra wurden zu Kagrra, (mit Komma). Zu diesem Anlass erschienen auch ihre erste Major Single Urei sowie im März das Album Miyako. Im April folgte eine DVD mit den Aufnahmen ihres letzten Konzertes als Indie-Band.
Das Jahr 2005 beendeten sie mit der Peace & Smile Carnival Tour, bei welcher sie mit anderen Bands und Künstlern ihres Labels wie The Gazette, Miyavi, Kra und alice nine. auftraten.
2006 konnten sie ihren Song Chikai no Tsuki zum Openingsong für die Animeserie Kinnikuman II Yo Ultimate Muscle 2 machen. Seitdem wuchs Kagrras Bekanntheitsgrad stetig, was sich in weiteren Veröffentlichungen sowie ihrem internationalen Debüt niederschlägt, welches sie im Mai 2007 in Los Angeles im Rahmen des von Yoshiki organisierten JRock Revolution-Festivals gaben. Am 29. Dezember 2007 traten sie gemeinsam mit vier weiteren Bands in Köln auf und haben nun für August 2008 ihre erste Europatour angekündigt.
Nach erfolgreicher Europa-Tour kehrten Kagrra für neue Studioaufnahmen nach Japan zurück.
2010 feierte die Band ihren runden 10. Geburtstag mit einer Performance im Shibuya O-West, wo auch zwei weitere Single angekündigt werden.
Von der Band, deren Präsenz als Ganzes nicht für eine Performance beim PS Company TRIBAL ARIVALL Vol. 100 vorgesehen war, nimmt Bassist Nao an der Session Band THE TOKYO HIGH BLACK teil.
Im November 2010 gab die Band ihre Trennung bekannt. Die Band bezeichnet ihre Auflösung nicht als „Trennung“, sondern als „Ableben“. Diese Entscheidung wurde laut Kagrra nach langen Diskussionen getroffen. PS COMPANY verspricht, die Fans über die weiteren Aktivitäten der Bandmitglieder auf dem Laufenden zu halten. Kagrra, werden sich noch mit einem Album und einer Tour im kommenden Jahr von ihren Fans verabschieden. Hyakkikenran wird am 2. Februar in zwei Versionen auf den Markt kommen, die anschließende Tour durch Japan startet am 13. Februar und endet mit dem letzten Auftritt der Band am 3. März in der C.C. Lemon Hall in Tokyo.
Nach der Trennung gründeten Shin und Nao das Duo Players. Sänger Isshi wurde am 18. Juli 2011 tot in seiner Wohnung aufgefunden.

## Diskografie

### Alben
| Jahr | Titel                        | Höchstplatzierung, Gesamtwochen, AuszeichnungChartsChartplatzierungen (Jahr, Titel, Platzierungen, Wochen, Auszeichnungen, Anmerkungen) | Anmerkungen                              |
| Jahr | Titel                        | JP | Anmerkungen                              |
| ---- | ---------------------------- | --- | ---------------------------------------- |
| 2000 | Nue (鵺) Chimera             | — | Erstveröffentlichung: 12. Januar 2000    |
| 2001 | Sakura (桜) Cherry Blossom   | — | Erstveröffentlichung: 3. März 2001       |
| 2001 | Irodori (彩) Color           | — | Erstveröffentlichung: 3. Oktober 2001    |
| 2002 | Kirameki (煌)                | — | Erstveröffentlichung: 1. Mai 2002        |
| 2002 | Gozen                        | — | Erstveröffentlichung: 11. Dezember 2002  |
| 2003 | Ouka Ranman (桜花爛漫)       | — | Erstveröffentlichung: 24. September 2003 |
| 2004 | Miyako (京) Capital          | JP49 (2 Wo.)JP | Erstveröffentlichung: 3. März 2004       |
| 2005 | San (燦)                     | JP40 (4 Wo.)JP | Erstveröffentlichung: 20. Juli 2005      |
| 2007 | Shizuku (雫) Drop            | JP37 (3 Wo.)JP | Erstveröffentlichung: 14. Februar 2007   |
| 2008 | Core                         | JP28 (3 Wo.)JP | Erstveröffentlichung: 9. Januar 2008     |
| 2009 | Shu (珠) Jewel               | JP23 (3 Wo.)JP | Erstveröffentlichung: 1. April 2009      |
| 2011 | Hyakki Kenran (百鬼絢爛)     | JP20 (3 Wo.)JP | Erstveröffentlichung: 2. Februar 2011    |
| 2011 | Kagrra Indies Best 2000–2003 | JP117 (1 Wo.)JP | Erstveröffentlichung: 29. Juni 2011      |

### Singles
| Jahr | Titel Album                                           | Höchstplatzierung, Gesamtwochen, AuszeichnungChartsChartplatzierungen (Jahr, Titel, Album, Platzierungen, Wochen, Auszeichnungen, Anmerkungen) | Anmerkungen                                                                               |
| Jahr | Titel Album                                           | JP | Anmerkungen                                                                               |
| ---- | ----------------------------------------------------- | --- | ----------------------------------------------------------------------------------------- |
| 2001 | Genwaku no Joukei (幻惑の情景) –                      | — | Erstveröffentlichung: 27. April 2001                                                      |
| 2001 | Memai (眩暈) –                                        | — | Erstveröffentlichung: 25. Juni 2001                                                       |
| 2001 | Kamiuta (神謌) –                                      | — | Erstveröffentlichung: 29. Juni 2001                                                       |
| 2001 | Tsurezure Naru Mama Ni... (徒然なるままに、、、) –    | — | Erstveröffentlichung: 21. Juli 2001                                                       |
| 2002 | Yume Izuru Chi (夢イズル地) –                         | — | Erstveröffentlichung: 3. April 2002                                                       |
| 2002 | Iroha Ni Hoheto (いろはにほへと) –                    | — | Erstveröffentlichung: 5. Mai 2002                                                         |
| 2002 | Kakashi (案山子) –                                    | — | Erstveröffentlichung: 5. Mai 2002                                                         |
| 2002 | Sakura Mai Chiru Ano Oka De (桜舞い散るあの丘で) –    | — | Erstveröffentlichung: 4. Oktober 2002                                                     |
| 2002 | Kotodama (恋綴魂) –                                   | — | Erstveröffentlichung: 4. Oktober 2002                                                     |
| 2003 | Haru Urara (春麗ら) –                                 | — | Erstveröffentlichung: 28. Mai 2003                                                        |
| 2003 | Yotogi Banashi (夜伽噺) –                             | — | Erstveröffentlichung: 30. Juli 2003                                                       |
| 2004 | Urei (愁) –                                           | JP50 (4 Wo.)JP | Erstveröffentlichung: 1. Januar 2004                                                      |
| 2004 | Rin (凛) –                                            | JP38 (2 Wo.)JP | Erstveröffentlichung: 21. Juli 2004                                                       |
| 2004 | Omou (憶) –                                           | JP36 (3 Wo.)JP | Erstveröffentlichung: 27. Oktober 2004                                                    |
| 2005 | Sarasouju no Komoriuta (沙羅双樹の子護唄) –           | JP22 (3 Wo.)JP | Erstveröffentlichung: 2. Februar 2005                                                     |
| 2005 | Gen’ei no Katachi (幻影の貌) –                        | — | Erstveröffentlichung: 2. Februar 2005                                                     |
| 2006 | Chikai no Tsuki (誓ノ月) –                            | JP31 (3 Wo.)JP | Erstveröffentlichung: 1. Februar 2006; Openingsong für Kinnikuman II Yo Ultimate Muscle 2 |
| 2006 | Utakata (うたかた) –                                  | JP21 (3 Wo.)JP | Erstveröffentlichung: 22. November 2006; am selben Tag erschienen noch Type B und Type C  |
| 2008 | Uzu (渦) –                                            | JP23 (4 Wo.)JP | Erstveröffentlichung: 10. September 2008                                                  |
| 2009 | Shiki (四季) –                                        | JP26 (3 Wo.)JP | Erstveröffentlichung: 21. Oktober 2009                                                    |
| 2010 | Tsuki ni Murakumo Hana ni Ame (月に斑雲 紫陽花に雨) – | JP21 (3 Wo.)JP | Erstveröffentlichung: 16. Juni 2010                                                       |
| 2010 | Shiroi Uso (白ゐ嘘) –                                 | JP38 (2 Wo.)JP | Erstveröffentlichung: 11. August 2010                                                     |

### Videoalben
| Jahr | Titel                                                    | Höchstplatzierung, Gesamtwochen, AuszeichnungChartsChartplatzierungen (Jahr, Titel, Platzierungen, Wochen, Auszeichnungen, Anmerkungen) | Anmerkungen                              |
| Jahr | Titel                                                    | JP | Anmerkungen                              |
| ---- | -------------------------------------------------------- | --- | ---------------------------------------- |
| 2002 | Kagura-fuu Unroku (神楽風雲録)                           | — | Erstveröffentlichung: 3. März 2002       |
| 2002 | Yume Izuru Chi (夢イズル地)                              | — | Erstveröffentlichung: 16. Juni 2002      |
| 2003 | Hisai (秘祭)                                             | — | Erstveröffentlichung: 19. November 2003  |
| 2004 | Kaika Sengen Ouka Ranman (開花宣言～桜花爛漫～)          | — | Erstveröffentlichung: 7. April 2004      |
| 2004 | Miyako Inishie no Tobira ga Ima (京～古の扉が今、、、～) | — | Erstveröffentlichung: 21. Juli 2004      |
| 2005 | Sara Natsukashi no Rakuen (沙羅～懐かしの楽園～)         | JP110 (2 Wo.)JP | Erstveröffentlichung: 3. August 2005     |
| 2005 | Unsanmusyo (雲燦霧消)                                    | JP180 (1 Wo.)JP | Erstveröffentlichung: 30. November 2005  |
| 2006 | Kiseki~ni (鬼跡～弐)                                     | JP85 (1 Wo.)JP | Erstveröffentlichung: 27. September 2006 |